# Élie Bayol
Élie Marcel Bayol (* 28. Februar 1914 in Marseille; † 25. Mai 1995 in La Ciotat, Département Bouches-du-Rhône) war ein französischer Rennfahrer.

## Karriere
Der Südfranzose zählt zum großen Kreis jener Fahrer, deren Talent zwar immer wieder aufblitzte, denen aber mangels konkurrenzfähigen Materials nie der große Durchbruch gelang.
In den frühen 1950er-Jahren war Bayol auf DB-Panhard bei Berg- und Formel-2-Rennen in Frankreich aktiv. Für die Formel-1-Saisonen 1952 und 1953, die nach Formel-2-Regeln ausgetragen wurde, erwarb er einen privaten Wagen der Marke OSCA. Diese italienischen Autos waren aber weder schnell noch zuverlässig, sodass er bei keinem WM-Lauf damit ins Ziel kam. Höhepunkt dieser Zeit war zweifellos ein Sieg bei einem nicht zur WM zählenden Rennen in Aix-les-Bains.
In der Saison 1954 stieß er zum unterlegenen Gordini-Rennstall, das ihn sporadisch bei Rennen einsetzte. Beim GP von Argentinien konnte er mit einem fünften Platz seine einzigen WM-Punkte erreichen. Wie die meisten Fahrer dieser Epoche versuchte sich Bayol auch bei Langstreckenrennen und wurde beim 24-Stunden-Rennen von Le Mans Zehnter. 1955 erlitt er bei einem Trainingsunfall in Le Mans schwere Kopfverletzungen.
In der Saison 1956 erreichte er auf Gordini gemeinsam mit André Pilette einen sechsten Platz in Monaco, dafür gab es aber damals noch keine WM-Punkte. Frustriert von seinem unterlegenen Material, aber auch in Erinnerung seines schweren Unfalls von 1955 zog er sich Ende 1956 vom aktiven Rennsport zurück. Er starb 1995 im Alter von 81 Jahren.

## Statistik

### Statistik in der Automobil-Weltmeisterschaft

#### Gesamtübersicht
| Saison | Team           | Chassis     | Motor          | Rennen | Siege | Zweiter | Dritter | Poles | schn. Rennrunden | Punkte | WM-Pos. |
| ------ | -------------- | ----------- | -------------- | ------ | ----- | ------- | ------- | ----- | ---------------- | ------ | ------- |
| 1952   | Elie Bayol     | OSCA 20     | OSCA 2.0 L6    | 1      | −     | −       | −       | −     | −                | −      | NC      |
| 1953   | Elie Bayol     | OSCA 20     | OSCA 2.0 L6    | 1      | −     | −       | −       | −     | −                | −      | NC      |
| 1953   | O.S.C.A.       | OSCA 20     | OSCA 2.0 L6    | 1      | −     | −       | −       | −     | −                | −      | NC      |
| 1954   | Equipe Gordini | Gordini T16 | Gordini 2.5 L6 | 1      | −     | −       | −       | −     | −                | 2      | 19.     |
| 1955   | Equipe Gordini | Gordini T16 | Gordini 2.5 L6 | 2      | −     | −       | −       | −     | −                | −      | NC      |
| 1956   | Equipe Gordini | Gordini T32 | Gordini 2.5 L8 | 1      | −     | −       | −       | −     | −                | −      | NC      |
| Gesamt | Gesamt         | Gesamt      | Gesamt         | 7      | −     | −       | −       | −     | −                | 2      |         |

#### Einzelergebnisse
| Saison | 1   | 2 | 3 | 4   | 5 | 6 | 7   | 8   | 9 | Anmerkungen                    |
| ------ | --- | - | - | --- | - | - | --- | --- | - | ------------------------------ |
| 1952   |     |   |   |     |   |   |     |     |   |                                |
|        |     |   |   |     |   |   | DNF |     |   |                                |
| 1953   |     |   |   |     |   |   |     |     |   |                                |
|        |     |   |   | DNF |   |   |     | DNF |   |                                |
| 1954   |     |   |   |     |   |   |     |     |   |                                |
| 5      |     |   |   |     |   |   |     |     |   |                                |
| 1955   |     |   |   |     |   |   |     |     |   |                                |
| DNF    | DNF |   |   |     |   |   |     |     |   |                                |
| 1956   |     |   |   |     |   |   |     |     |   | fuhr Pilettes Wagen; Rd. 45–88 |
| 1956   | 6   |   |   |     |   |   |     |     |   | fuhr Pilettes Wagen; Rd. 45–88 |

| Legende  | Legende            | Legende                                                          |
| Farbe    | Abkürzung          | Bedeutung                                                        |
| -------- | ------------------ | ---------------------------------------------------------------- |
| Gold     | –                  | Sieg                                                             |
| Silber   | –                  | 2. Platz                                                         |
| Bronze   | –                  | 3. Platz                                                         |
| Grün     | –                  | Platzierung in den Punkten                                       |
| Blau     | –                  | Klassifiziert außerhalb der Punkteränge                          |
| Violett  | DNF                | Rennen nicht beendet (did not finish)                            |
| Violett  | NC                 | nicht klassifiziert (not classified)                             |
| Rot      | DNQ                | nicht qualifiziert (did not qualify)                             |
| Rot      | DNPQ               | in Vorqualifikation gescheitert (did not pre-qualify)            |
| Schwarz  | DSQ                | disqualifiziert (disqualified)                                   |
| Weiß     | DNS                | nicht am Start (did not start)                                   |
| Weiß     | WD                 | zurückgezogen (withdrawn)                                        |
| Hellblau | PO                 | nur am Training teilgenommen (practiced only)                    |
| Hellblau | TD                 | Freitags-Testfahrer (test driver)                                |
| ohne     | DNP                | nicht am Training teilgenommen (did not practice)                |
| ohne     | INJ                | verletzt oder krank (injured)                                    |
| ohne     | EX                 | ausgeschlossen (excluded)                                        |
| ohne     | DNA                | nicht erschienen (did not arrive)                                |
| ohne     | C                  | Rennen abgesagt (cancelled)                                      |
| ohne     | keine WM-Teilnahme |                                                                  |
| sonstige | P/fett             | Pole-Position                                                    |
| sonstige | 1/2/3/4/5/6/7/8    | Punktplatzierung im Sprint-/Qualifikationsrennen                 |
| sonstige | SR/kursiv          | Schnellste Rennrunde                                             |
| sonstige | *                  | nicht im Ziel, aufgrund der zurückgelegten Distanz aber gewertet |
| sonstige | ()                 | Streichresultate                                                 |
| sonstige | unterstrichen      | Führender in der Gesamtwertung                                   |

### Le-Mans-Ergebnisse
| Jahr | Team                          | Fahrzeug          | Teamkollege  | Platzierung             | Ausfallgrund     |
| ---- | ----------------------------- | ----------------- | ------------ | ----------------------- | ---------------- |
| 1950 | Automobiles Deutsch et Bonnet | DB Tank           | René Bonnet  | Rang 23                 |                  |
| 1951 | Automobiles Deutsch et Bonnet | DB Tank           | René Bonnet  | Rang 21                 |                  |
| 1952 | Automobiles Deutsch et Bonnet | DB Tank           | René Bonnet  | Ausfall                 | Kraftübertragung |
| 1953 | Automobiles Talbot-Darracq    | Talbot-Lago T26GS | Louis Rosier | Ausfall                 | Kraftübertragung |
| 1954 | Automobiles Deutsch et Bonnet | DB HBR            | René Bonnet  | Rang 10 und Klassensieg |                  |

### Einzelergebnisse in der Sportwagen-Weltmeisterschaft
| Saison | Team                     | Rennwagen           | 1   | 2   | 3   | 4   | 5   | 6   | 7   |
| ------ | ------------------------ | ------------------- | --- | --- | --- | --- | --- | --- | --- |
| 1953   | Talbot                   | Talbot-Lago T26     | SEB | MIM | LEM | SPA | NÜR | RTT | CAP |
| 1953   | Talbot                   | Talbot-Lago T26     | DNF |     |     |     |     |     |     |
| 1954   | Gordini Deutsch & Bonnet | Gordini T15S DB HBR | BUA | SEB | MIM | LEM | RTT | CAP |     |
| 1954   | Gordini Deutsch & Bonnet | Gordini T15S DB HBR | DNF |     |     | 10  | DNF |     |     |
| 1955   | Gordini                  | Gordini T24S DB HBR | BUA | SEB | MIM | LEM | RTT | TAR |     |
| 1955   | Gordini                  | Gordini T24S DB HBR | 5   |     | 67  |     |     |     |     |
| 1956   |                          | DB HBR              | BUA | SEB | MIM | NÜR | KRI |     |     |
| 1956   |                          | DB HBR              | DNF |     |     |     |     |     |     |